# Arenaria ciliata
Arenaria ciliata — вид квіткових рослин з родини гвоздикових (Caryophyllaceae). Ареал: Ірландія, Норвегія, Фінляндія, Німеччина (Баварія), Швейцарія, Австрія, Польща, Словаччина, Франція, Італія, Словенія, Хорватія, Чорногорія, Румунія.

## Середовище проживання
Населяє скелясті галявини високих вапнякових гір.

## Біоморфологічний опис
Багаторічна рослина, коротко запушена з безплідними пагонами. Стебла 5–25 см. Листки овально-гострі, ± голі, біля основи війчасті, з кількома жилками. Квітки дрібні, по 1–6 на верхівці гілок. Чашолистки овально-ланцетні, з 3–5 жилками. Пелюстки овально-видовжені, на третину довші за чашолистки. Коробочка яйцеподібна, рівна чашечці. 